# Openingsrepertoire
Het openingsrepertoire van een schaker is de verzameling van openingen en varianten daarin, die een schaker speelt. Kennis van openingen (zettenvolgordes aan het begin van de partij) is in het moderne schaken onontbeerlijk; maar die kennis is zo ver gevorderd, dat men niet alle mogelijke varianten kan beheersen. Daarom maakt men doorgaans een overzichtelijke keuze. De meeste schakers hebben wel een voorkeur voor bepaalde openingen met wit en bepaalde openingen met zwart. 
Vooral schakers op niveau hebben hun huiswerk gedaan: de openingen die ze spelen, hebben ze goed bestudeerd en geanalyseerd. Sommige schakers spelen altijd dezelfde opening als ze de kans krijgen. Andere schakers hanteren meer variatie, zodat het voor de tegenstander een verrassing is welke opening wordt gespeeld. 

## Bijvoorbeeld
Een heel eenvoudig openingsrepertoire bestaat uit drie beslissingen:
- Welke opening speel ik met wit?
- Wat is met zwart mijn antwoord op 1.d4?
- Wat is met zwart mijn antwoord op 1.e4?

Daarnaast is er, met enig huiswerk, ook een voorbedacht antwoord mogelijk op:
- 1.b4
- 1.c4 (Engels)
- 1.f4 (Birdopening)
- 1.Pf3 (Réti)